# Telman Ismayılov

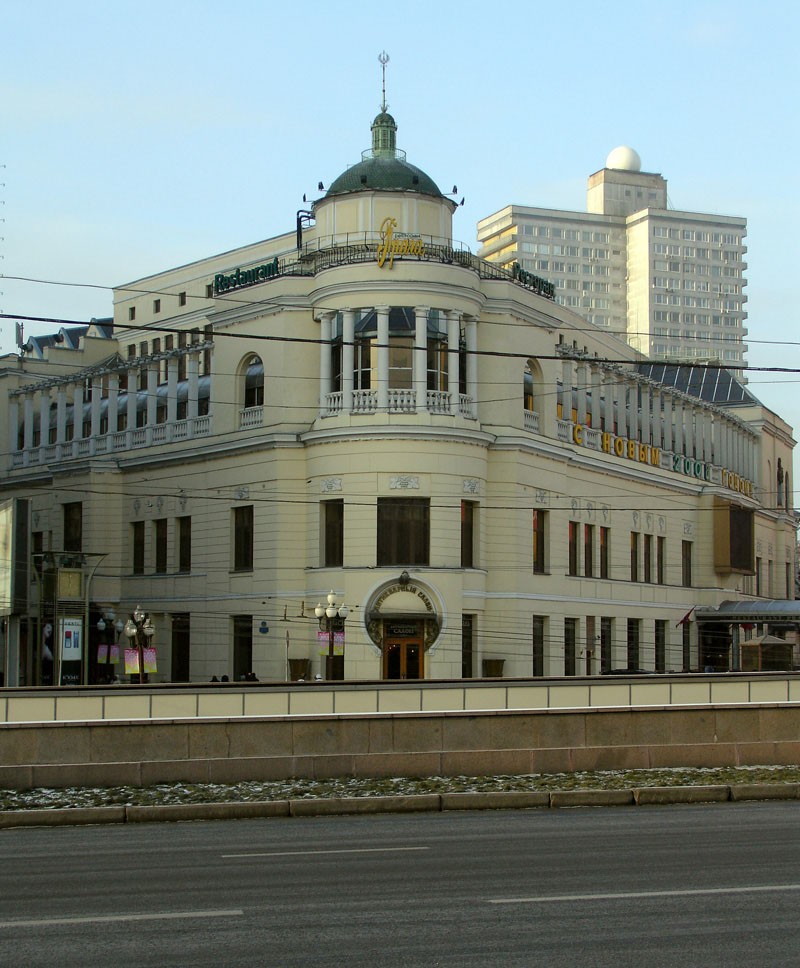
Restaurant Praga am Arbat in Moskau, im Besitz von Telman Ismayılov

Telman Ismayılov (aserbaidschanisch İsmayılov Telman Mərdan oğlu, russisch Тельман Марданович Исмаилов; * 26. Oktober 1956 in Baku) ist ein aserbaidschanisch-russischer Unternehmer. Er gehört der ethnisch-religiösen Minderheit der Bergjuden an.
Er wurde bekannt als Eigentümer der AST-Gruppe und als Betreiber des Tscherkisowoer Marktes in Moskau, welcher 2009 polizeilich geschlossen wurde. Neben zahlreichen weiteren geschäftlichen Aktivitäten (Gastgewerbe, Bau, Verlagswesen, Transport, Übernahme der Warenhauskette Wojentorg) betreibt Ismayılov das nach seinem Vater benannte Luxushotel Mardan Palace in Antalya. Es gilt als das teuerste Hotel Europas, die Kosten für den Bau beliefen sich auf über eine Milliarde Euro. Zur Einweihungsparty wurden Paris Hilton, Mariah Carey, Richard Gere und Tom Jones eingeflogen. Das Hotel hat 560 Zimmer, elf Restaurants und vierzehn Bars.
Sein Unternehmenslogo enthält einen Skorpion, entsprechend seinem Sternzeichen. Auf der Feier zu seinem 50. Geburtstag trat Jennifer Lopez auf. Seit 2010 ist Ismailow Sponsor des FC Terek Grosny.
Im Jahr 2017 wurde der Unternehmer von Seiten Russlands wegen mindestens zwei Auftragsmorden angeklagt. Die neue Wahlheimat Ismayilovs, Montenegro, gewährte ihm Asyl und verweigert seine Auslieferung.